# ثابو نتهيتهي
ثابو نتهيتهي (بالإنجليزية: Thabo Nthethe)‏ (3 أكتوبر 1984 بلومفونتين جنوب أفريقيا - ) هو لاعب كرة قدم جنوب أفريقي، يلعب كمدافع، شارك في كأس الأمم الأفريقية 2013.

## روابط خارجية
- ثابو نتهيتهي على موقع الاتحاد الدولي (مؤرشف)  (الإنجليزية)
- ثابو نتهيتهي على موقع قاعدة بيانات كرة القدم.إي يو (الإنجليزية)
- ثابو نتهيتهي على موقع ناشيونال فوتبول تيمز (الإنجليزية)
- ثابو نتهيتهي على موقع Soccerway.com (الإنجليزية)